# شهرستان کالیازینسکی
شهرستان کالیازینسکی (به لاتین: Kalyazinsky District) یک شهرستان در روسیه است که در استان تور واقع شده‌است.